# Soham El Wardini
Soham El Wardini, née en 1953, est une femme politique sénégalaise, maire de Dakar de 2018 à 2022.

## Biographie
Née en 1953 à Latmingué, commune rurale de la région de Kaolack, d’un père libanais, commerçant dans l’arachide, et d’une mère sénégalaise, elle grandit au sein d'une fratrie de dix frères et sœurs. Après la mort de son père, la famille déménage dans la ville de Kaolack. Elle poursuit, après le lycée, des études supérieures d’anglais. Elle est la sœur de la gynécologue et femme politique Rose Wardini.
Adolescente, elle est dauphine du concours de Miss Senegambie. Elle devient enseignante, professeure d’anglais. Mais en 1999, elle devient aussi militante au sein de l’Alliance des forces de progrès (AFP), de Moustapha Niasse.  Elle fait la connaissance de Khalifa Sall en 2009, devenu maire de Dakar cette année-là, et s'en rapproche progressivement bien qu'il n'appartienne pas à l'AFP. Celui-ci lui propose en 2014 d'être sa première adjointe, après avoir été adjointe à la culture. Khalifa Sall est arrêté en mars 2017, étant mis en cause dans une affaire de détournement d'argent (arrestation qu'il considère comme politique). Mais, Sall est condamné à 5 ans de prison le 30 mars 2018. Soham El Wardini assure l'intérim à partir de ce mois de  mars et rencontre Khalifa Sall une fois par semaine à la prison de Rebeuss. Finalement, Khalifa Sall est révoqué le 31 août 2018 de ses fonctions de maire par décret présidentiel, une décision qui ouvre la porte à une nouvelle élection par le conseil municipal,,,,. 
Le 29 septembre 2018, elle est élue au premier tour de scrutin avec 64 voix sur 90 suffrages exprimés, deux autres conseillers municipaux ayant présentés également leur candidature. Mais ni l’Alliance pour la République (APR, le parti au pouvoir au Sénégal) ni le Parti socialiste d’Ousmane Tanor Dieng n’ont poussé un autre candidat,,. Se représentant en 2022, à 68 ans, à l'issue de son premier mandat mais subissant un échec électoral, elle quitte ses fonctions de maire de Dakar en février 2022, à la fin de son premier mandat, puis quitte la scène politique.